# Ханская школа

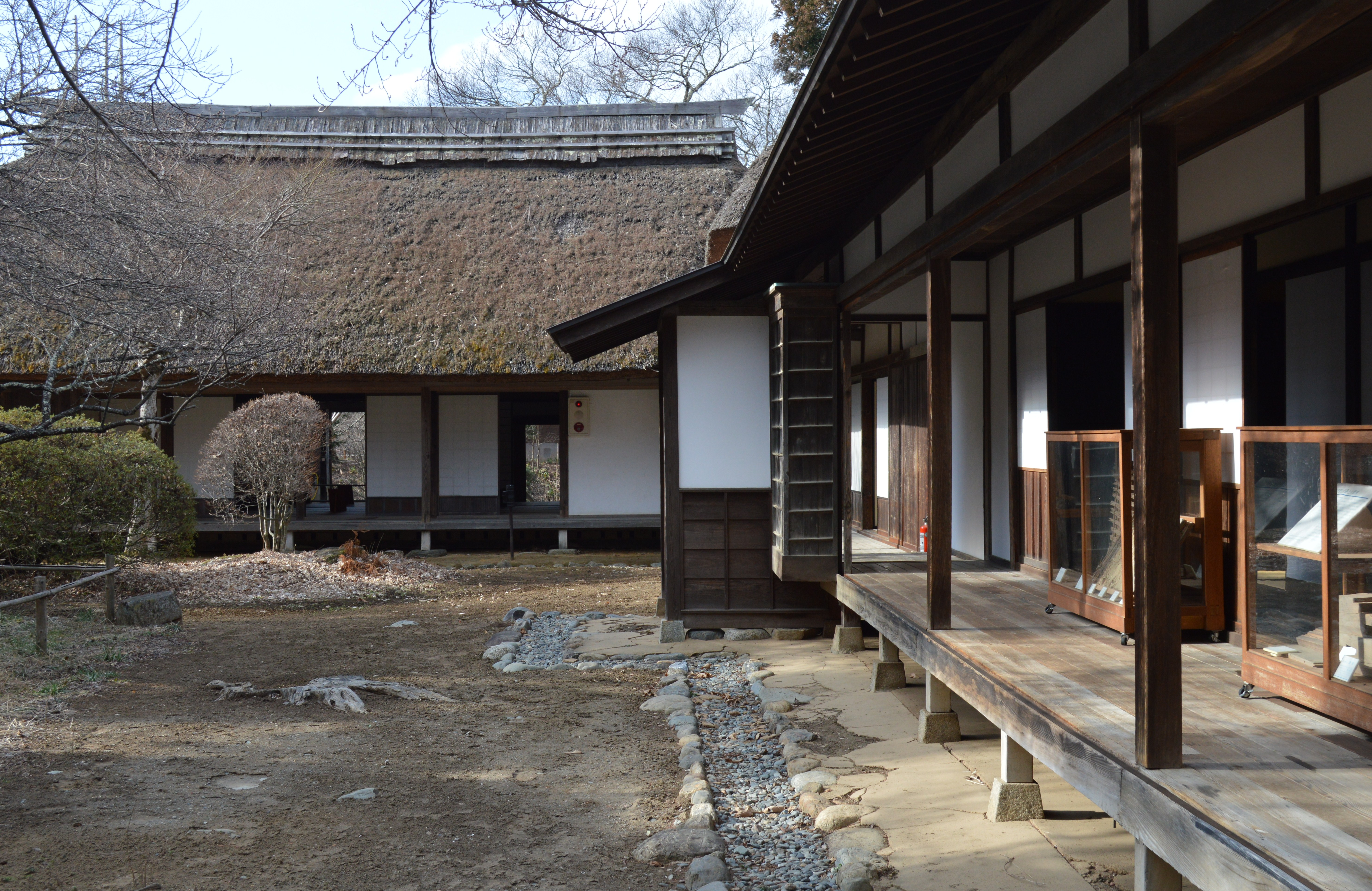
Синтокукан, ханская школа в префектуре Нагано, открывшаяся в 1860 году

Ханская школа (княжеская школа) — образовательное учреждение в Японии периода Эдо, обучавшее самураев этикету, классическим конфуцианским наукам, каллиграфии, риторике, владению мечом и другим оружием, в некоторых также преподавали медицину и западные науки. Школы в разных ханах (княжествах) учили разным предметам и имели разные требования к абитуриентам. За период Эдо ханские школы прошли путь от простых однокомнатных школ до крупных образовательных учреждений со множеством корпусов. Общее число школ варьировалось от нескольких десятков в начале XVII века и до более чем 250 в конце XX столетия.

## Общие сведения

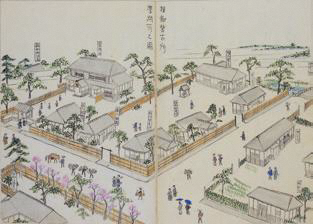
Сотоку-кан, школа княжества Нагаока

Ханские школы именовали хангаку (яп. 藩学), хангакко (яп. 藩学校 хангакко:) или ханко (яп. 藩黌/藩校 ханко:), но, так как официальной регуляции этих учреждений не было, конкретная терминология не устоялась. Школы открывали отдельные даймё (управлявшие ханами), чтобы дать образование мужчинам самурайского класса и сделать их благонравными управленцами; изначально туда поступали взрослые, но возраст учащихся постепенно снижался. В школах преподавали конфуцианские военные науки.
Некоторые самураи высшего ранга были обязаны получать образование, однако большинство поступающих в ханские школы делали это добровольно. Женщин не принимали в ханко, их учили дома. Некоторые ханские школы принимали богатых простолюдинов, особенно к концу периода Эдо, первой их стала принимать ханко княжества Оно, основанная Дои Тоситадой в 1857 году, хотя даже в таких школах самураи учились отдельно.

## Учебная программа

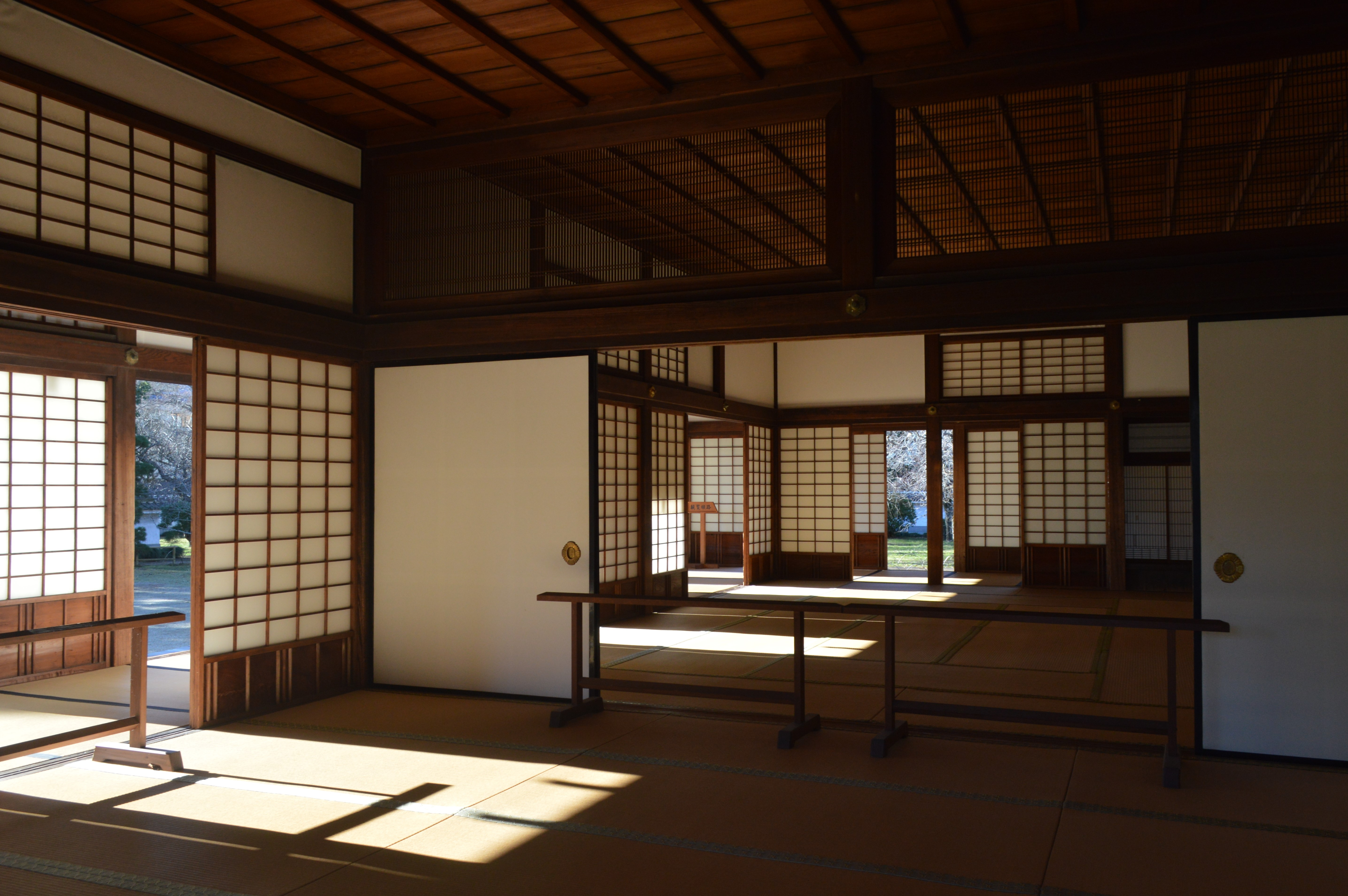
Комната в Кодокане

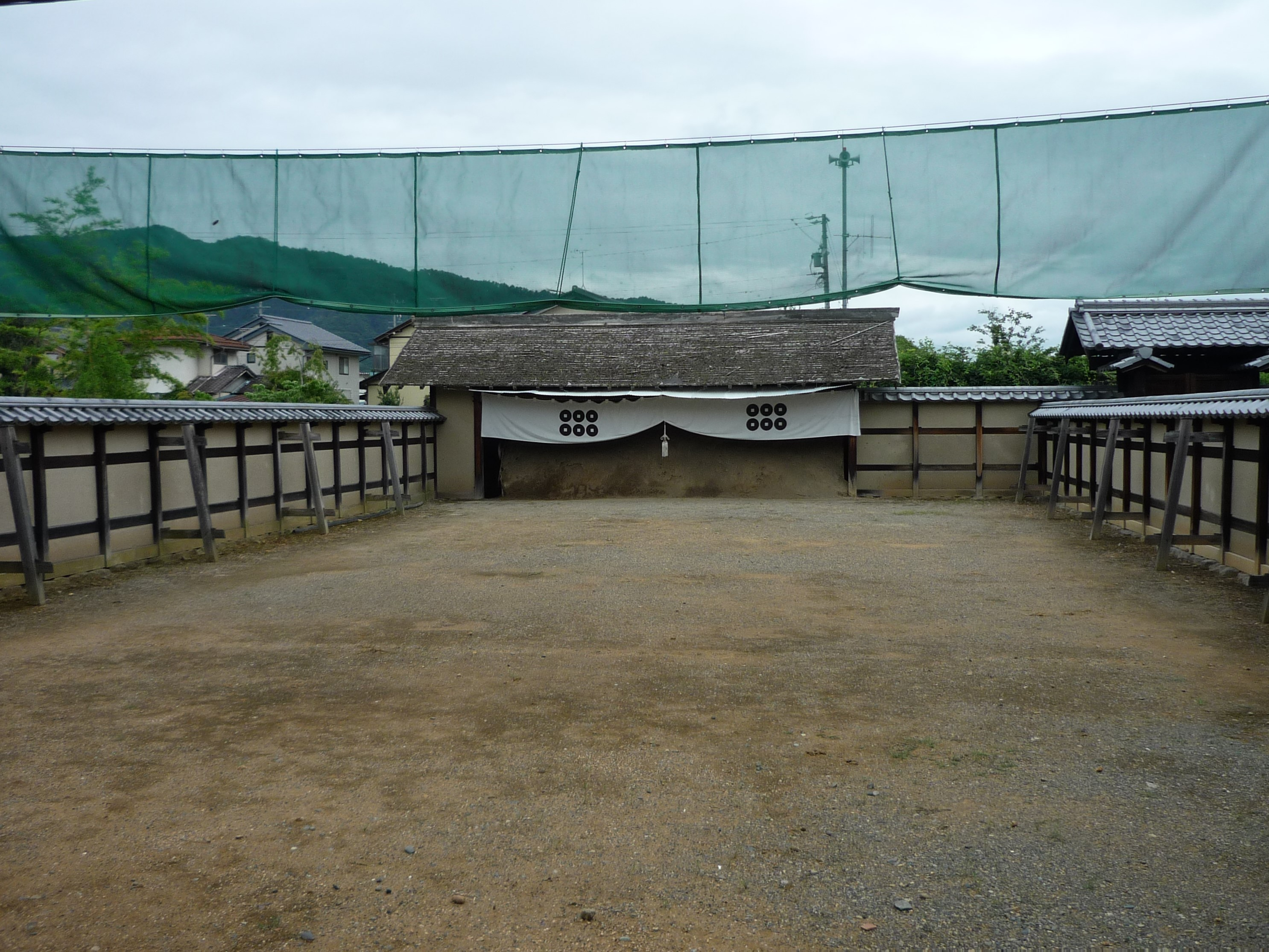
Учебный плац школы Мацухиро

Задачей ханских школ было воспитание будущего госслужащего: дисциплина и знание этикета считались настолько же важными, насколько интеллектуальное совершенствование. Несмотря на это, в большинстве княжеств посещение школ было необязательным, а в остальных студентам старше определённого возраста обычно позволяли не посещать занятия: в Мито посещение было необязательным для лиц старше 40 лет.
Все студенты учили конфуцианские науки, но в течение периода Эдо в программу добавляли всё больше и больше предметов на выбор. Конкретная организация ханских школ разнилась: например, в Мацумото только самураи низкого ранга, которые должны были стать простыми клерками, могли учить математику. К концу периода Эдо в около трети школ можно было изучать кокугаку, а в четверти — рангаку (западные науки, в основном медицину, военное и морское дело).
С утра студенты читали китайские книги, а днём занимались японской военной подготовкой, которую считали хорошим противовесом иностранным академическим знаниям. Учащиеся обычно начинали изучать будо в 15 лет (по японскому счёту; 13 лет), после церемонии гэмпуку. Среди боевых искусств, которым учили в ханских школах, были кэндзюцу (владение мечом), кэндо (фехтование), содзюцу (копьё), кюдо (стрельба из лука), бадзюцу (верховая езда), джиу-джитсу и так далее; в более чем 30 ханах учащиеся постигали боевое плавание, суйэйдзюцу. Позже в программу добавилось ходзюцу, стрельба из огнестрельного оружия.

### Китайские науки
Конфуцианское учение считалось самой важной частью образования. Педагогика ханской школы зиждилась на убеждении, что вся истина уже записана в классических произведениях и может быть оттуда извлечена путём тщательного изучения; идея о бесконечном совершенствовании знания путём проведения исследований и задавания вопросов не поддерживалась. Западная педагогика тех лет использовала похожий подход, однако Токугава запретили её изучение, боясь ассоциаций с христианством и изменением устоявшегося социального порядка.
Образовательный процесс был очень академичен и консервативен; его конечной целью было сохранение жёсткого иерархического социального порядка токугавской Японии. Студенты читали Конфуцианский канон, Сяосюэ, другие работы конфуцианских и неоконфуцианских мыслителей, таких как Чжу Си и Ван Янмин, учились китайской истории, поэзии и ораторскому искусству, но общей официальной программы у школ не было. Во время урока учитель читал фрагмент текста, который студенты повторяли за ним несколько раз, держа копии книги на коленях; затем учитель объяснял смысл фрагмента. Учащиеся не занимались анализом текста и не спорили о его содержании: считалось, что «правильный» смысл текстов давно найден, поэтому эти занятия позволялись только интеллектуалам.
Учёба требовала знания вэньяня, на котором написан конфуцианский канон, и каллиграфии. Из-за консервативной структуры государства, скопированной с китайской, конфуцианские книги действительно были полезными учебниками для госслужащих. Учёба была сугубо секулярной, религия не преподавалась, а конфуцианские тексты рассматривались как пособия по этике и философии, а не как священное писание. В то же время, большинство школ один или два раза в год проводили религиозный фестиваль Сэкитэн.

## История и устройство

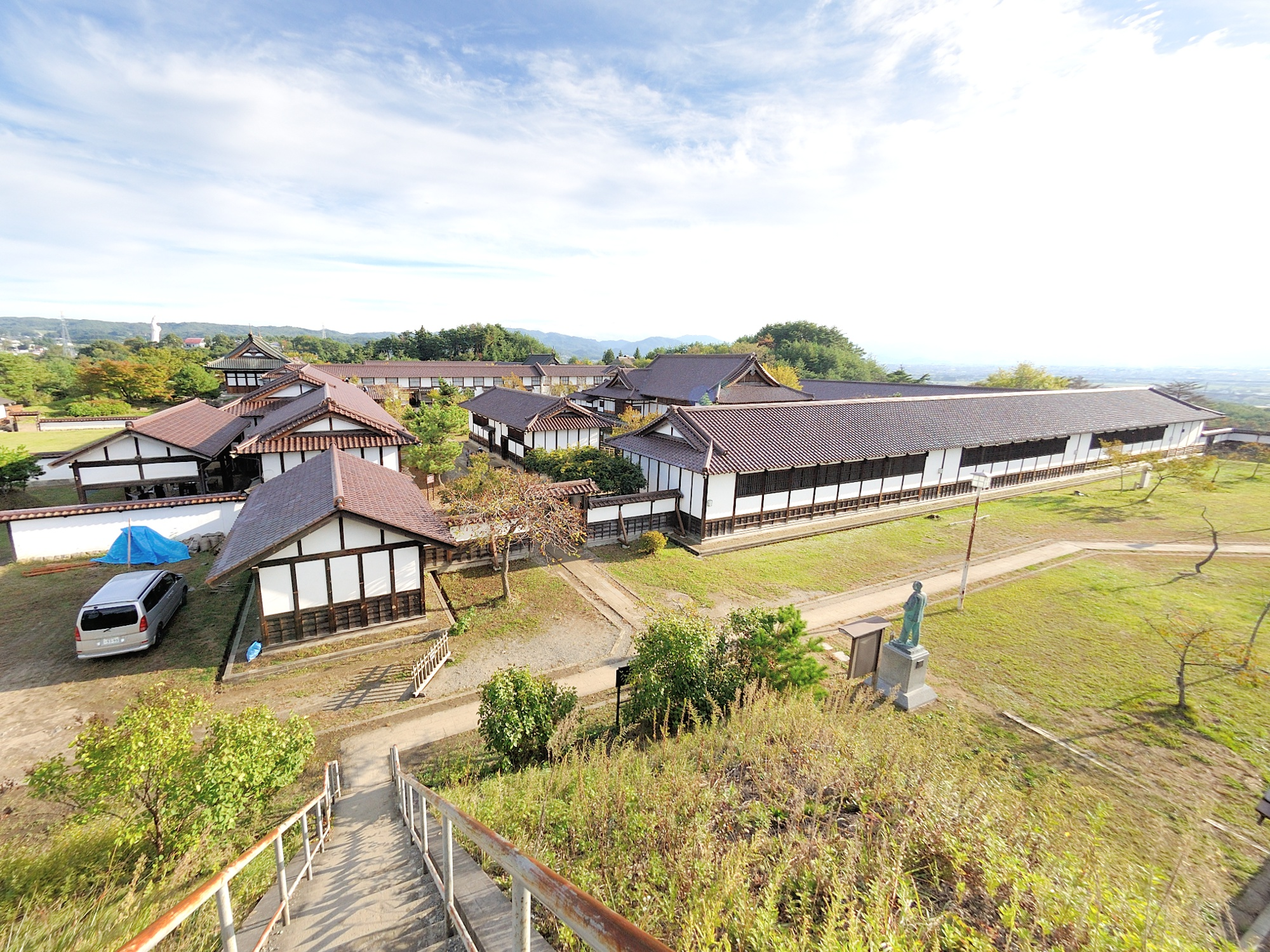
Ниссинкан

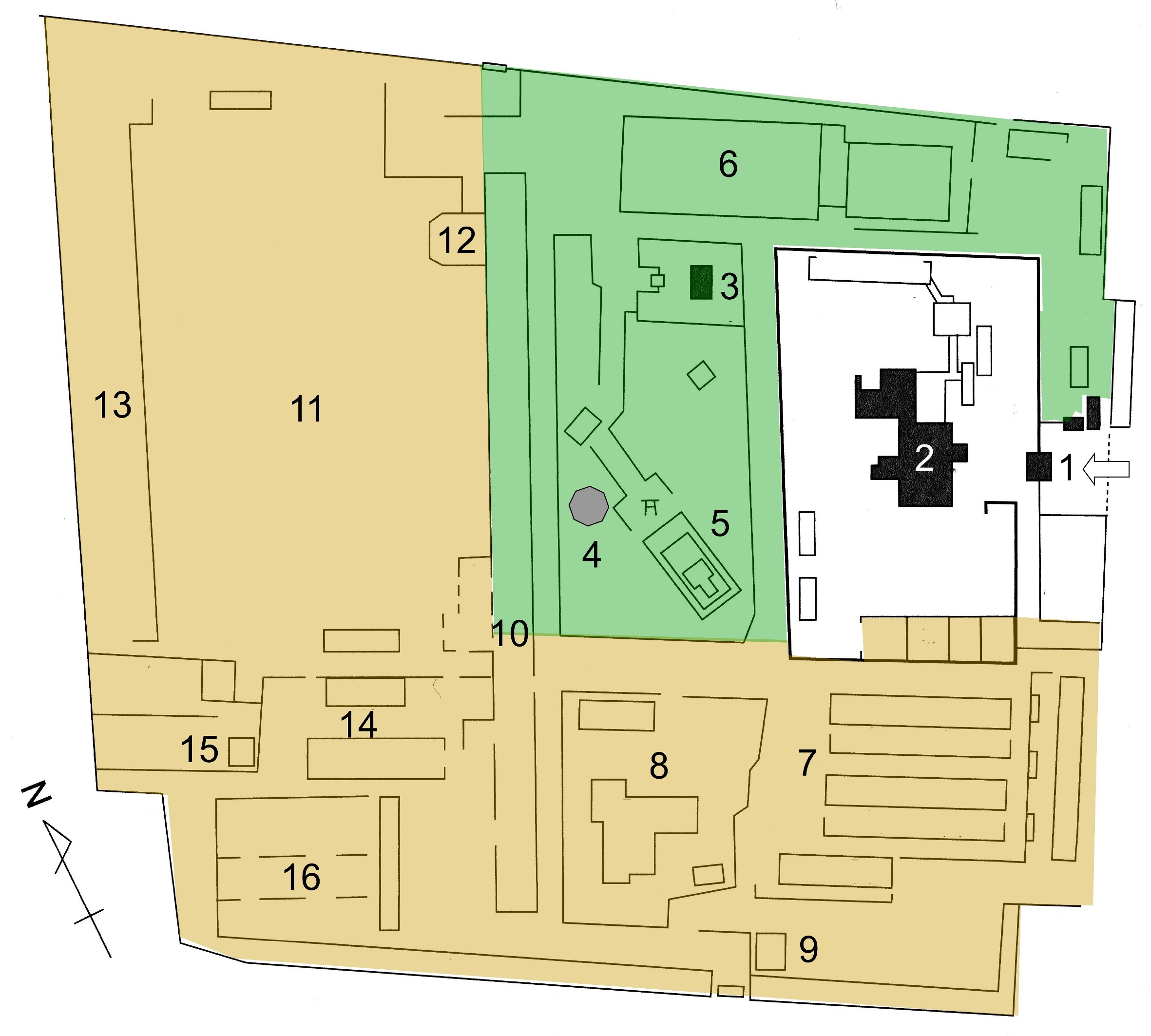
План Кодокана

Школы при Токугавах не подчинялись никакому единому государственному органу. Из-за этого неизвестно их общее число или дата начала их работы; одной из первых была Мэйриндо в Сэндае, её упоминали уже в 1629 году. До появления ханских школ самураи нанимали частных учителей.
Ранние ханко имели одно помещение, в котором находился один конфуцианский учитель и один ученик; чтобы постичь ещё один предмет, ученику нужно было нанять ещё одного учителя. Первыми преподавателями в ханских школах были конфуцианские советники даймё, дзюся. Экзамены, свидетельства об окончании обучения и постепенное повышение сложности изучаемых наук появились в княжеских школах во второй половине периода Эдо. В годы непосредственно перед Войной Босин в ханских школах обучалось большинство сыновей из самурайских семей рангом выше самого начального.
Учёба обычно была бесплатной; школу финансировали даймё, пожертвования буддийских храмов и частных лиц. Многие школы также имели земельные участки, на которых учащиеся выращивали рис и овощи на продажу. Они учили студентов начальных классов, а также дежурили по школе: будили всех на рассвете, сообщали преподавателям о том, что подошло время урока, обходили территорию школы, записывали погодные условия и все происшествия. Обычным наказанием для учащихся была изоляция, в особенности приём пищи в одиночестве, а также уборка; физические наказания применялись редко.
Количество ханских школ значительно возросло к моменту упразднения сёгуната: в XVII веке их было всего несколько, к 1750 году — меньше 30. Основание школы в Кумамото в 1755 году мотивировало многих даймё последовать их примеру, однако самым мощным толчком был указ О запрете неортодоксальных учений, устанавливавший требование для высших чиновников получать образование: в 1751—1867 годах было открыто около 180 школ. К моменту насильственного открытия Японии в 1853 году там работало около 250 княжеских школ и примерно 40 000 школ для простолюдинов. Среди знаменитых ханко — Ниссинкан (Аидзу), Кодокан (Мито), Мэйринкан (Хаги, Ямагути) и две школы в Кумамото, Дзисюкан и Сайсюнкан.
Ханские школы копировали друг друга и старались походить на Академию Сёхэйко, но не подчинялись ей; её выпускники преподавали в примерно трети княжеских школ. Однако правительство присматривало за школами и наказывало её работников за распространение диссидентских идей: например, в 1839 году несколько учителей западных наук оказались в тюрьме.
Типичная ханко конца XVIII века имела несколько корпусов: залы для практических занятий и лекций, актовые залы, додзё для физических тренировок, а также общежития. Ханские школы имели разный размер; в школах большего размера было больше бюрократии, поэтому некоторые преподаватели уходили оттуда и открывали сидзюку, независимые школы, которые в целом были похожи на княжеские, но обычно имели фокус в конкретной области знаний, например, медицине. Студенты часто жили в доме учителя, согласно конфуцианскому идеалу общества, построенного как семья. Некоторые сидзюку имели тесные связи с ханскими школами. Многие самураи посещали и ханко, и сидзюку, либо сначала оканчивали сидзюку, а затем поступали в ханко.

## ПослеРеставрации Мэйдзи
К концу периода Эдо около половины ханских школ принимали детей богатых простолюдинов. В 1869 году всем княжеским школам было приказано принимать женщин и простолюдинов, но почти никто из них не подавал заявок на поступление. Правительство Мэйдзи упразднило княжества в 1871 году, а затем реформировало токугавскую систему образования, что закончилось публикацией Императорского рескрипта об образовании, но ханские школы послужили основой для создания современной средней школы Японии. Некоторые старшие школы взяли себе названия местных ханских школ в знак преемственности.